# Bnej Acmon
Bnej Acmon též Acmona (hebrejsky: בְּנֵי עַצְמוֹן, nebo עצמונה, doslova „Synové Acmony“,anglicky: Bnei Atzmon nebo Atzmona) byla izraelská osada v pásmu Gazy, v bloku izraelských osad Guš Katif a v Oblastní radě Chof Aza, která byla v roce 2005 vyklizena v rámci Izraelského plánu jednostranného stažení.
Nacházela se v nadmořské výšce cca 40 metrů v jižní části pásma Gazy. Bnej Acmon ležel cca 30 kilometrů jihozápadně od centra města Gaza, cca 95 kilometrů jihozápadně od centra Tel Avivu a cca 105 kilometrů jihozápadně od historického jádra Jeruzalému. Bnej Acmon byl na dopravní síť napojen pomocí hlavní komunikace v bloku Guš Katif, která pak umožňovala výjezd z pásma Gazy, a to buď přes hraniční přechod Sufa na jihu nebo hraniční přechod Kisufim na severu.
Vesnice byla součástí územně souvislého pásu izraelských zemědělských osad Guš Katif, které se táhly podél pobřeží v jižní části pásma Gazy. Na východní straně byl ovšem tento blok lemován lidnatými palestinskými městy Rafah a Chán Junis.

## Dějiny
Bnej Acmon ležela v pásmu Gazy, jehož osidlování bylo zahájeno Izraelem po jeho dobytí izraelskou armádou, tedy po roce 1967. Jižní část pásma Gazy poblíž hranic s Egyptem patřila mezi oblasti, kde mělo dojít k zakládání izraelských osad s cílem budoucí anexe tohoto území. Bnej Acmon byl založen v roce 1982 lidmi, kteří předtím roku 1979 založili osadu Acmona na Sinajském poloostrově a museli ji po pár letech vyklidit v důsledku podpisu egyptsko-izraelské mírové smlouvy. Zatímco oficiálně byla tato nová osada v pásmu Gazy nazvána Bnej Acmon, místní obyvatelé používali o nadále název Acmona upomínající na původní vesnici na Sinajském poloostrově. V osadě fungovaly mateřské školy, velká náboženská základní škola s 550 žáky a vojenská přípravka (mechina) עצם – Ocem.
Bnej Acmon postavený v písečných dunách v pásmu Gazy fungoval jako zemědělský mošav s tím, že část zde usazených obyvatel se nepodílela na družstevním režimu mošavu. Obec obhospodařovala přes 5 000 dunamů (5 kilometrů čtverečních) polností. Kromě toho zde fungovala rostlinářská školka a taky živočišná výroba. V roce 2001 vyrostla poblíž vesnice nová skupina domů nazvaná Kerem Acmona – šlo o izraelskou vládou oficiálně neuznanou novou osadu. Během Druhé intifády se bezpečnostní situace v celé oblasti Guš Katif výrazně zhoršila. 7. března 2002 pronikl do vojenské přípravky v Bnej Acmon palestinský útočník a zabil pět zdejších studentů. Dalších 23 lidí bylo zraněno z toho čtyři vážně. K útoku se přihlásilo hnutí Hamás.
Během vlády Ariela Šarona byl zformulován plán jednostranného stažení, podle kterého měl Izrael vyklidit všechny osady v pásmu Gazy. Plán byl i přes protesty obyvatel Guš Katif v létě roku 2005 proveden. Zdejší osady včetně Bnej Acmon byly vystěhovány a jejich zástavba zbořena. Po vystěhování se část osadníků z Bnej Acmon přestěhovala do vlastního Izraele, do vesnice Jated na severozápadním okraji pouště Negev. Tito vysídlenci zde pobývali v provizorní čtvrti Acmona be-Jated (עצמונה ביתד) do roku 2009. Společně s osadníky z Bnej Acmon se do Jatedu přestěhovala i zdejší vojenská přípravka (mechina). Další skupina původních obyvatel Bnej Acmon přesídlila do té doby se vylidňujícího kibucu Šomrija, kde jim dosavadní nepočetní obyvatelé uvolnili své domy.

## Demografie
Obyvatelstvo obce Bnej Acmona bylo v databázi rady Ješa popisováno jako nábožensky založené. Šlo o menší sídlo vesnického typu. K 31. prosinci 2004 zde žilo 646 lidí. Během roku 2004 populace obce vzrostla o 9,1 %.
| Rok            | 1999 | 2000 | 2001 | 2002 | 2003 | 2004 |
| -------------- | ---- | ---- | ---- | ---- | ---- | ---- |
| Počet obyvatel | 475  | 497  | 547  | 566  | 592  | 646  |